# MTV Unplugged in New York
MTV Unplugged in New York – album koncertowy amerykańskiego zespołu grunge'owego Nirvana. Koncert był zorganizowany przez MTV, jako jeden z serii koncertów MTV Unplugged, w którym wykonawcy grali koncert na instrumentach akustycznych. Płyta została wydana 1 listopada 1994 roku, ponad pół roku po samobójczej śmierci lidera grupy, Kurta Cobaina i rozpadzie zespołu. Jest to trzecia najlepiej sprzedająca się płyta Nirvany. Jej sprzedaż na całym świecie wynosi ok. 16 mln.
Koncert był bardzo stonowany i spokojny, w odróżnieniu od standardowych koncertów grupy. Zorganizowany został w studiu, gdzie wszyscy fani siedzieli na krzesłach ustawionych dookoła zespołu. Zespół grał głównie spokojne utwory takie jak „Come as You Are”, czy „Something in the Way”. Nirvana zaprezentowała także covery The Vaselines, Davida Bowiego, Meat Puppets oraz Leadbelly. Koncert odbył się w listopadzie 1993.
W Polsce nagrania uzyskały status platynowej płyty.
W 2003 album został sklasyfikowany na 311. miejscu listy 500 albumów wszech czasów magazynu Rolling Stone.

## Lista utworów
1. „About a Girl” – 3:37
2. „Come as You Are” – 4:13
3. „Jesus Doesn't Want Me for a Sunbeam” (cover The Vaselines) – 4:37
4. „The Man Who Sold the World” (cover Davida Bowiego) – 4:20
5. „Pennyroyal Tea” – 3:40
6. „Dumb” – 2:52
7. „Polly” – 3:16
8. „On a Plain” – 3:44
9. „Something in the Way” – 4:01
10. „Plateau” (cover Meat Puppets) – 3:38
11. „Oh Me” (cover Meat Puppets) – 3:26
12. „Lake of Fire” (cover Meat Puppets) – 2:55
13. „All Apologies” – 4:23
14. „Where Did You Sleep Last Night” (cover Leadbelly) – 5:08

## Personel
- Kurt Cobain – gitara akustyczna i wokal
- Dave Grohl – perkusja, chórki, gitara basowa w "Jesus Doesn't Want Me For A Sunbeam"
- Chris Novoselic – gitara basowa, akordeon w "Jesus Doesn't Want Me For A Sunbeam"
- Pat Smear – gitara akustyczna
- Lori Goldston – wiolonczela

Gościnnie z Meat Puppets
- Curt Kirkwood – gitara
- Cris Kirkwood – wokal/gitara/bas

## Miejsca na liście
| Rok  | Album                     | Lista                             | Pozycja na liście |
| ---- | ------------------------- | --------------------------------- | ----------------- |
| 1994 | MTV Unplugged in New York | Billboard 200                     | No. 1             |
| 1994 | MTV Unplugged in New York | Official UK Albums Chart          | No. 1             |
| 1994 | MTV Unplugged in New York | Official Austrian Albums Chart    | No. 1             |
| 1994 | MTV Unplugged in New York | Official New Zealand Albums Chart | No. 1             |
| 1994 | MTV Unplugged in New York | Official Dutch Albums Chart       | No. 1             |
| 1994 | MTV Unplugged in New York | Official Australian Albums Chart  | No. 1             |
| 1994 | MTV Unplugged in New York | Official Spanish Albums Chart     | No. 1             |
| 1994 | MTV Unplugged in New York | Official Swedish Albums Chart     | No. 2             |
| 1994 | MTV Unplugged in New York | Official Swiss Albums Chart       | No. 3             |
| 1994 | MTV Unplugged in New York | Official Finnish Albums Chart     | No. 3             |
| 1994 | MTV Unplugged in New York | Official Norwegian Albums Chart   | No. 6             |
| 1994 | MTV Unplugged in New York | Official German Albums Chart      | No. 6             |
| 1994 | MTV Unplugged in New York | Official Hungarian Albums Chart   | No. 9             |
| 1994 | MTV Unplugged in New York | Official Italian Albums Chart     | No. 16            |
| 1994 | MTV Unplugged in New York | Official Japanese Albums Chart    | No. 20            |